# Francesca Comencini
Francesca Comencini (Roma, 19 de agosto de 1961) es una directora de cine y guionista italiana. Ha dirigido alrededor de quince películas desde 1984, cuando debutó en la dirección con la película Pianoforte. Su película Le parole di mio padre fue presentada en el Festival de Cine de Cannes de 2001. En 2012, su película Un Giorno Speciale fue seleccionada para competir por el León de Oro en el Festival Internacional de Cine de Venecia.

## Filmografía
- Pianoforte (1984)
- La lumière du lac (1988)
- Annabelle partagée (1991)
- Elsa Morante (1997)
- Le parole di mio padre (2001)
- Un altro mondo è possibile (2001)
- Carlo Giuliani, Boy (2002)
- Firenze, il nostro domani (2003)
- Mi piace lavorare - Mobbing (2004)
- Visions of Europe (2004)
- A casa nostra (2006)
- In fabbrica (2007)
- L'Aquila 2009 - Cinque registi tra le macerie (2009)
- Lo spazio bianco (2009)
- Un Giorno Speciale (2012)
- Gomorra - La serie (2014) (TV)
- Amori che non sanno stare al mondo (2017)

## Premios y distinciones
Festival Internacional de Cine de Venecia
| Año  | Categoría                                 | Película         | Resultado |
| ---- | ----------------------------------------- | ---------------- | --------- |
| 1984 | Premio De Sica                            | Pianoforte       | Ganador   |
| 2009 | Premio Francesco Pasinetti-Mejor película | Lo spazio bianco | Ganador   |
| 2009 | Premio FEDIC                              | Lo spazio bianco | Ganador   |
| 2009 | Premio Air For Film Fest                  | Lo spazio bianco | Ganador   |
| 2009 | Premio Gianni Astrei                      | Lo spazio bianco | Ganador   |